# دوري كرة القدم الشاطئية الأوروبية
دوري كرة القدم الشاطئية الأوروبية هي بطولة سنوية لرياضة كرة القدم الشاطئية، تلعب بين المنتخبات الأوروبية للكرة الشاطئية، وينظمها منظمة كرة الشاطئ العالمية BSWW، وتعتبر أقدم بطولة كرة قدم شاطئية في أوروبا، وواحدة من أقدم بطولات العالم، حيث أقيمت البطولة لأول مرة عام 1998م، وكان يطلق عليها في السابق اسم الدوري الأوروبي لكرة القدم الشاطئية حتى عام 2004م..

## نظام المنافسة
تقام البطولة بين شهري يونيو وسبتمبر من كل عام، ويشرف على تنظيمها BSWW ، ويتم تقسيم الفرق المشاركة إلى قسمين(أ) ، (ب)، يتم لعب المباريات في كل قسم بنظام الدوري أي جمع النقاط، يعتبر منتخب البرتغال هو أكثر المنتخبات فوزاً بالبطولة، حيث فاز بها ثمانية مرات، إلا أن منتخب سويسرا هو بطل النسخة الأخيرة من البطولة، وهي المرة الثانية في تاريخه.

## تاريخ البطولة
يعتبر عام 1992م هو العام الذي بدأت فيه كرة القدم الشاطئية، ثم نمت هذه الرياضة سريعاً حتى تم إنشاء جولة كرة القدم الشاطئية الاحترافية PBST عام 1996م، وذلك بمعرفة شركة كرة القدم الشاطئية BSC ، إلى أن تم إطلاق أول موسم أوروبي لكرة القدم الشاطئية عام 1998م، وتمت على النحو التالي:

### مواسم أولية (1998-2000)
شاركت سبعة دول أوروبية في الموسم الإفتتاحي 1998م، وهي (فرنسا، إسبانيا، ألمانيا، إيطاليا،يوغوسلافيا، سويسرا، والبرتغال)، وقد أقيمت مباريات البطولة في عد دول أوروبية، لكن مبارة النهائي أقيمت في مونت كارلو، والتي شهدت تتويج منتخب ألمانيا باللقب، وهو اللقب الوحيد لها حتى الآن، تم اختيار الأمير أبرت أمير موناكو الرئيس الفخري للـ EPBSL، كما تم اختيار موناكو لاستضافة النهائيات من كل عام.
فازت إسبانيا بنسختي 1999م، 2000م، واشتهر عن إسبانيا فوزها في النسختين على غريمها اللدود البرتغال في المبارة النهائية بنتيجة 6-5 ، كما شهدت هاتين النسختين مشاركة منتخبات هولندا والنمسا لأول مرة.

### النسخ من (2001-2005)
خضعت المنافسة في البطولة لتغيرات كبيرة، حيث تم تقسيم الدوري إلى مرحلتين لأول مرة، وهما: الموسم العادي، ومرحلة فاصلة بعدها تسمى سوبر فاينال Superfainal ، كما تم تقسيم أبطال الدول المشاركة إلى قمسين A و B وهناك قسم ثالث صغير C.
وعلى الرغم من النظام الجديد للبطولة؛ استمرت أسبانيا في الهيمنة على لقب البطولة، حيث فازت بها عام 2001م، كما شهدت نسخة عام 2002م فوز البرتغال لأول مرة باللقب، لكن عادت إسبانيا وفازت بلقبها الرابع في تاريخها عام 2003م.
وشهد الموسمان 2004-2005 بطلان جديدان للبطولة، حيث توج منتخب فرنسا باللقب عام 2004، بعد تغلبه على منتخب إسبانيا في المباراة النهائية، وفاز منتخب إيطاليا باللقب عام 2005م بعد تغلبه على البرتغال في النهائي، شهدت هذه النسخ انضمام دول عديدة مثل: إنجلترا، النرويج، بلجيكا، بولندا، المجر، أوكرانيا، وروسيا، مما زاد اتساع نطاق المشاركة في البطولة.

### نسختي (2006-2007)
خضعت البطولة لتغيرات مرة أخرى في عام 2006م، وهو عبارة عن اكتمال مرحلة الموسم العادي بالنسبة للفرق في القسم (B)، ثم تأهل أفضل الفرق للمشاركة واللعب في القسم (A)، ثم يتم انتقال الفرق الكبرى في نهاية الموسم العادي، إلى المنافسة في مرحلة الـسوبر فاينال، حتى الحصول على لقب البطولة، كما شهدت مدينة مارسيسليا الفرنسية إقامة مباريات النهائي فيها عامي 2006-2007م.
وشهدت نسخة 2006م عودة إسبانيا بقوة، حيث فازت بلقبها الخامس في تاريخها، كما فازت البرتغال بلقبها الثاني في تاريخها عام 2007م.